# Népfelkelés (intézmény)

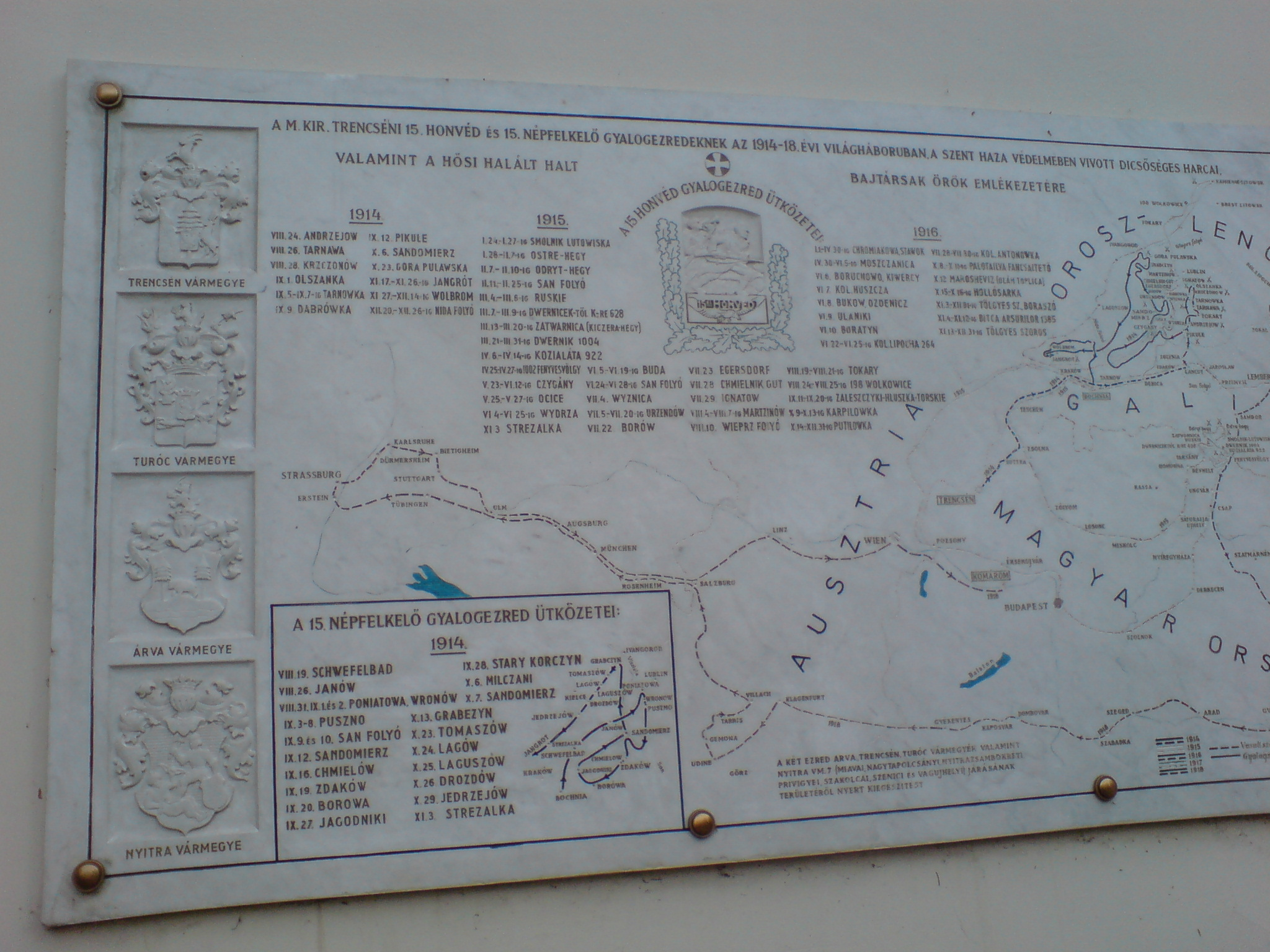
Emléktábla az I. világháború során alkalmazott népfelkelésről a Hadtörténeti Múzeum udvarán

A népfelkelés történelmi haderő-szervezési módszer. Lényege, hogy egy államok között kitört nemzetközi fegyveres konfliktusban azon személyek számára is lehetővé vagy kötelezővé válik az ellenségeskedésekben való aktív részvétel, akik erre egyébként a hadviselés joga alapján nem lennének jogosultak - így elsősorban a polgári lakossághoz tartozó személyek számára.
A népfelkelés a korabeli nemzetközi jog értelmezése szerint jogszerű módszer volt - ahogy lényegében a mai napig is az államok maguk döntik el, hogyan szervezik meg haderejüket. Népfelkelésben való részvétel esetén az erre egyébként nem jogosult civileket a katonákkal azonos jogállás illette meg, ami abban az esetben nyer komoly jelentőséget, ha például az ellenséges hatalom fogságába kerültek - ilyenkor igényt tarthattak a hadifogoly státuszra és az az által biztosított jogi védelemre, ami egyébként a nem harcos (nem kombattáns) státuszban lévő személyek esetében kizárt. Ezt a koncepciót a hadviselés szabályait mai napig meghatározó 1949-ben elfogadott genfi egyezmények előírásai is továbbéltették.
Történelmileg a rendiség korában a népfelkelés megfelelőjének a nemesi felkelés, az inszurrekció számított, amelynek utolsó alkalmazására az 1809-es győri csata alkalmával került sor.

## A népfelkelés és a forradalom közötti különbség
A köznyelvben gyakran keverik a népfelkelés intézményét a forradalommal, szinonimaként használva a két kifejezést. Ez téves, hiszen általánosságban a forradalom valamilyen, az állami hatalom ellen irányuló cselekményt, vagy cselekménysorozatot jelent, míg a népfelkelés éppen az állami hatalom érdekében (és annak parancsára) történő harcba állást jelent olyan ellenséges hatalommal szemben, amelyik az állam ellen vezet hadműveletet.

## A népfelkelésre vonatkozó szabályok

### A népfelkelési kötelezettség korhatára
A népfelkelésre, illetve az abban való részvételre azon év január 6-tól kezdve kötelezett, melyben a hadköteles személy 19. életévét betöltötte. A népfelkelési kötelezettség annak az évnek az utolsó napján jár le, melyben a hadköteles betölti 42. életévét.

### A népfelkelés osztályai
Népfelkelésre kötelezettek voltak a dualista kori magyar rendszerben – Bosznia-Hercegovina lakosai kivételével – mindazok az állampolgárok, akik sem a hadsereghez, sem a honvédséghez nem tartoztak.
A népfelkelés kötelezettjei két osztályba voltak sorolhatók. Az első osztály 19 legifjabb korosztály különböztetett meg, míg a második az 5 legidősebb korosztályt foglalta magában. 
Az első osztályba tartozók háború esetén a hadsereg és honvédség hiányainak pótlására voltak alkalmazhatók abban az esetben, ha a póttartalék nem bizonyult elegendőnek. A népfelkelés kötelezettjeinek azon csoportja, akik nem voltak a hadsereg és honvédség pótlására használhatók, kötelezettségeiknek fegyverrel és fegyver nélkül tehettek eleget. Előbbi csoportokból népfelkelő hadtesteket (zászlóaljakat és lovas századokat) alakítottak, míg utóbbiakat népfelkelő munkásosztályokba csoportosították. Ezeket a csoportokat erősítési, útjavítási, vagy más, háborúban szükséges munkálatokra használták fel. 
A magyar történelemben a népfelkelő tiszteket a király nevezte ki a honvédelmi miniszter javaslatára. A tiszteknek magyar állampolgároknak kellett lenniük. A kinevezettek nyugállománybéli, szolgálaton kívüli, illetve olyan volt tisztek voltak, akik nem követtek el becsületsértést. További feltétel volt, hogy a tiszti rangból maguk köszöntek le. Olyan polgári személyek is lehettek tisztek, akik hazafias érzületeik, vagy magatartásuk következményeként köztiszteletben álltak.

### Finanszírozás
A népfelkelés legénységét az államkincstár pénzelte. 

### Felhívás népfelkelésre
Népfelkelésre történő felhívás a legfelsőbb elhatározás kérdése volt, mely szerint a népfelkelés törvényszerű alkalmaztatására igénybe vehető. A felhívás megtörténte előtt a kötelezetteket fel kellett készíteni a népfelkelésre. A kötelezettek a kihirdetés után hatósági engedély nélkül nem hagyhatták el a lakóhelyükhöz tartozó járásokat. A tartózkozási hely 48 órán túl tartó változtatásához a járáson belül szintén engedély kellett.

## A népfelkelés törvényi háttere
A népfelkelés intézménye a magyar jogrendben a kiegyezés utáni időszakban a népfelkelésről szóló 1868. évi XLII. törvénycikk megalkotásával kapott jogi alapot, majd az 1886. évi XX. törvénycikk pontosította a rá vonatkozó szabályokat.

## Népfelkelés más államok gyakorlatában
Franciaországban a népfelkelés megnevezése armée territoriale volt és a szolgálat 11 évig tartott. A Német Birodalomban a Landsturmot mindazon 17 és 42 év közöttiek alkották, akik a hadsereg kötelékébe nem tartoztak. Olaszország hadi szervezetében a területi milícia felelt meg a népfelkelésnek.